# Homoneura anthracina
Homoneura anthracina är en tvåvingeart som beskrevs av Malloch 1929. Homoneura anthracina ingår i släktet Homoneura och familjen lövflugor.
Artens utbredningsområde är Amerikanska Samoa. Inga underarter finns listade i Catalogue of Life.